# Cyril Benoit
Cyril Benoit (né en 1974) est un entrepreneur français. Il est également fondateur et président du think-tank Vouloir la République. Ancien élève de l'École normale supérieure de Fontenay-Saint-Cloud (philosophie), il a effectué la première partie de son parcours professionnel dans la sphère publique.

## Parcours professionnel
Cyril Benoit a commencé son parcours en 1997 comme plume de Laurent Fabius à la Présidence de l'Assemblée Nationale,,. Il travaille ensuite à Washington DC auprès de Tom Lantos. De 2000 à 2002, il rejoint Laurent Fabius à Bercy et intègre son cabinet au ministère de l’Économie, des Finances et de l’Industrie. Il est également chef adjoint de cabinet, puis conseiller technique du ministre de l’Industrie Christian Pierret.
En 2003, il rejoint Léon Bressler, alors PDG d’Unibail, comme chargé de mission. Il poursuit sa carrière chez Unibail-Rodamco comme directeur du développement et des fusions-acquisitions (Head of Corporate Development), avant d'être nommé directeur financier et des investissements du pôle centre commerciaux.
En 2007, il part à Londres et participe à la création du fonds d'investissement de Perella Weinberg Partners, dont il reste associé jusqu'en 2010.
Cyril Benoit fonde ensuite en 2011 B&A Investment Bankers, boutique M&A spécialisée dans les opérations internationales de rapprochement d'entreprises, en particulier avec la Chine,

## Engagement public
En 1995, Cyril Benoit fonde le club non partisan Vouloir la République dont la Fondation Saint-Simon écrit, dans sa dernière note consacrée à l’engagement des trentenaires en politique, qu’il était le club de réflexion qui «prend le plus au sérieux le besoin d’un travail de fond, diagnostiqué par de nombreux militants»,.
En mars 2017, Vouloir la République est relancé pour lutter contre le Front national. Au second tour de la présidentielle, il appelle à un "choix de raison" en faveur d'Emmanuel Macron. Les activités de Vouloir la République se poursuivent en 2020 et 2021.
Cyril Benoit a aussi été président bénévole du Conseil de Surveillance de l'Institut Aspen France où il a succédé à Raymond Barre, Michel Pébereau et Jean-Pierre Jouyet de juin 2013 à mars 2015.

## Publications
Cyril Benoit révèle en janvier 2020 être l'auteur de Temps de l'alternative, un ouvrage anonyme téléchargé 50.000 fois sur les réseaux sociaux,.
En 2022, il participe à l'ouvrage Rendez les doléances publié chez JC Lattès.